# 小川トモヨ
小川 トモヨ（おがわ ともよ、1985年8月9日 - ）は、日本の女性歌手。東京都出身。旧名は小枝（さえ）、Mio、弓原 七海（ゆみはら ななみ）。

## 略歴
2003年に小枝（sae）名義でテレビドラマ『美少女戦士セーラームーン』主題歌でメジャーデビュー。2006年10月頃、所属事務所をベストアシストに移し、弓原 七海名義に変更。
2009年10月末日、ベストアシストと専属契約更新はせず、弓原七海の名称は事務所に帰属するため使用禁止となり、ブログも削除された。同年12月1日、ブログで「kuuleiのtomoyo」として改名し、再スタート。

## 作品

### シングル
- キラリ☆セーラードリーム!（2003年11月19日、COCC-15610）
- 明日のBlue wing（2004年2月25日、LACM-4123）
- over/せヵゝι)σおゎ└)（2005年2月23日）
- Romantic Chaser（2005年4月27日）
- キミノハートニコイシテル（2005年6月22日）
- いっしょに唄おう!/星物語（2005年11月23日）
- double rainbow（2007年12月21日）

### アルバム
- WING（2003年5月21日）

#### コンピレーション
小枝
- halo（2004年9月23日）- PS2ゲーム『Monochrome』オープニングテーマ「ANGELIC MAZE」収録。
- 特捜戦隊デカレンジャー・コンプリートソングコレクション（2004年12月22日） -  映画『特捜戦隊デカレンジャー THE MOVIE フルブラスト・アクション』挿入歌「レスリーの青い月」収録。

### 映像作品
- ユメノジカン
- Obrigada〜ありがとう〜

## 出演

### ラジオ
- 弓原七海のトリプルセブン!β
- 小川トモヨのRadio Drive

## 書籍

### 写真集
- ハミング